# Fagomina
La fagomina és una molècula natural, un iminosucre similar a la glucosa que es troba en el gra de fajol (Fagopyrum esculentum). La fagomina retarda la sensació de la gana. Aquesta molècula fa que l'absorció de glucosa sigui més lenta i així el descens de sucre en el cos no vagi tan de pressa.
La fórmula química de la fagomina és: 1,5-imino-1,2,5-trideoxi-D-arabino-hexitol i es presenta com un glucòsid
El Consell Superior d'Investigacions Científiques d'Espanya (CSIC) ha patentat un procés biotecnològic per a la producció de la fagomina i els resultats de l'estudi es van presentar a la Fira Alimentària que es va celebrar a Barcelona del 22 al 26 de març del 2010.
En el desenvolupament a més han participat investigadors de l'Institut de Química Avançada de Catalunya.
La producció de fagomina en grans quantitats mitjançant mètodes enzimàtics permetrà el desenvolupament de nous aliments funcionals que poden servir per al control de l'excés de pes. S'espera que cap a finals del 2010 ja es comercialitzi als Estats Units.